# Флавий Афраний Сиагрий
Флавий Афраний Сиагрий (лат. Flavius Afranius Syagrius) — римский политический деятель конца IV века.
Происходил из галльского рода Сиагриев. В 379 году он был назначен проконсулом Африки. В 381 году Сиагрий предположительно был квестором священного дворца. Точно неизвестно, в каком году Сиагрий был префектом претория Италии. В некоторых законах год его префектства указан как «консульство Сиагрия и Евхерия», а в других — как «после консульства Сиагрия и Евхерия». Вероятнее всего, этот Сиагрий был преемником другого Сиагрия — консула 381 года.
В 382 году он стал консулом. Его коллегой был Флавий Клавдий Антоний. Известно, что Сиагрий был поэтом. В Лионе находится его захоронение. Внуком Сиагрия был префект претория Тонантий Ферреол.